# Der Judenstaat
Der Judenstaat (en français : L'État des Juifs) est le titre du livre publié en 1896 par Theodor Herzl, considéré comme le fondateur du sionisme, dans lequel ce dernier analyse la question des Juifs et tient pour acquis les faits que :
- les peuples du monde ne pourront supporter, à longue échéance, ni le Peuple d'Israël en leur sein, ni son particularisme religieux, ni ses leaders, ni sa mentalité ;
- l'antisémitisme grandissant, à la base du réveil national du Peuple d'Israël, obligera, tôt ou tard, les peuples du monde à trouver une solution adéquate à ce problème.

Il faut 6 semaines à Herzl pour écrire son livre Der Judenstaat, en 1895, et ce dans un contexte d'inspiration intense.
Dans son livre, Herzl propose un programme détaillé de la création d'un État pour les Juifs, avec son organisation interne et ses institutions. Theodor Herzl y défend l'idée de restaurer sous une forme moderne l'entité nationale juive qui avait existé en Palestine à l'époque antique. Seul cet État national juif offrirait une solution au problème de l'antisémitisme.
La publication du livre en 1896 entraîne simultanément une vive opposition dans le judaïsme officiel et chez les rabbins d'Europe occidentale, ainsi qu'un engouement et une reconnaissance importante parmi les Juifs d'Europe orientale. Der Judenstaat est traduit une première fois en hébreu par Michaël Berkovitz, puis une seconde par Asher Barash.